# Biratan Porto
Ubiratan Nazareno Borges Porto ou Biratan Porto (Castanhal, 29 de outubro de 1950 - Belém, 10 de novembro de 2021) foi um cartunista brasileiro.

## Carreira
Formado em propaganda pela Universidade Federal do Pará, foi cartunista profissional e bandolinista de choro nas horas vagas. Trabalhou com humor gráfico por mais de 30 anos, teve sete livros de humor editados e trabalhos publicados nos Estados Unidos, Itália, França, Bélgica e Holanda. Venceu importantes salões de humor no Brasil e exterior. Criou o roteiro e dirigiu o filme de animação em 3D “Cadê o verde que estava aqui?”. Em 2002, conquistou o primeiro lugar no International Cartoon Festival of Knokke-Heist, na Bélgica, um dos mais importantes e tradicionais salões de humor da Europa.